# Wilfred Kirwa Kigen
Wilfred Kirwa Kigen (* 21. Januar 1986) ist ein kenianischer Langstreckenläufer.
Im Jahre 2012 kam Kigen mit 1:11:29 h auf Platz zwei durchs Ziel bei den 25 km von Berlin. Sein Marathondebüt hatte er beim Berlin-Marathon 2013, den er aber nicht beendete und nach 30 Kilometern ausstieg. Am 13. April 2014 bestritt Kigen den Vienna City Marathon mit 2:11:42 h, was Platz acht bedeutete. Im Oktober 2014 lief er beim Ljubljana-Marathon, den er aber nicht beendete. 2015 stieg Kigen beim Frankfurt-Marathon nach 30 Kilometern aus. Im Mai 2022 gewann er den Kigali International Peace Marathon in Ruanda.

## Persönliche Bestzeiten
- Halbmarathon: 1:01:32 h, 29. September 2013, Berlin
- Marathon: 2:11:42 h, 13. April 2014, Wien